# Felbertalite
La felbertalite è un minerale.